# Herakles (film)
Herakles is de debuutfilm uit 1962 van de Duitse filmmaker Werner Herzog.